# Puruándiro
Puruándiro ist eine Stadt im Norden des mexikanischen Bundesstaates Michoacán mit 30.571 Einwohnern (2010). Sie ist die Hauptstadt der Verwaltungseinheit Municipio Puruándiro.
Der Name bedeutet in der Sprache der Purépecha „Ort des kochenden Wassers“ (wegen der nahegelegenen Thermalquellen). In vorkolonialer Zeit war sie Teil des Purépecha-Reiches und wurde 1527 durch Nuño Beltrán de Guzmán für Spanien erobert. Das Stadtrecht bekam sie am 16. Juni 1858 durch Epitacio Huerta unter dem Namen Puruándiro de Calderón.
Puruándiro liegt auf einer Höhe von 1890 m.

## Persönlichkeiten
- Tony Alfaro (* 1993), mexikanisch-US-amerikanischer Fußballspieler